# Образотворче мистецтво 19 століття
В образотворчому мистецтві XIX ст. на перше місце висувається живопис. У ньому знайшли відображення і класицизм, і романтизм з реалізмом, і декаданс. Провідною країною в художньому житті Європи, як і в літературі, залишалася Франція.

## Класицизм
У роки Великої французької революції та імперії Наполеона розцвів талант видатного представника класицизму Жака Луї Давида. У його творчості античні традиції, раціоналізм, властиві класицизму, органічно злилися з політичними реаліями, що дозволяє говорити про революційний характер творчості Давида. Як заклик до революційної боротьби проти деспотизму була сприйнята французькою громадськістю його картина на сюжет римської історії «Присяга Гораціїв» (1784 р.). Найкращим твором Давида вважається картина «Смерть Марата» (1793 р.), написана під безпосереднім враженням від події. Трагізм сюжету, простота і лаконізм композиції, стриманість кольору і скульптурність — риси класицизму — роблять цю картину справжнім пам'ятником героям революції. У період правління Наполеона Давид написав декілька парадних портретів імператора (той призначив його «першим живописцем імперії»). Помер він у Бельгії, куди вимушений був емігрувати після реставрації монархії Бурбонів.
Класицизм, який трансформувався в академізм, тобто напрям, офіційно визнаний академіями мистецтв, проіснував усе XIX ст., але залишився на узбіччі магістральних шляхів розвитку образотворчого мистецтва.

## Романтизм
Наймасштабнішою фігурою у живописі на рубежі XVIII—XIX ст. був іспанський художник і гравер Ф. Гойя, який повернув живопису своєї країни її минулу велич. Перші великі роботи його просякнуті любов'ю до життя.
```
переважають світлі, веселі фарби. Але в 1792 р. Гойя важко захворів (він оглух і майже осліп), що позначилося і на творчості, зробивши її гостро трагічною. Гойєю створені приголомшливі картини про героїчну боротьбу іспанського народу проти французьких окупантів («Повстання 2 травня 1808 року в 
Мадриді»
, «Розстріл повстанців у ніч на 3 травня 1808 року»), серії 
офортів
 (гравюр на металі) «Капричос» («Фантазія, гра уяви»), «Діспаратес» («Божевілля»), 
«Лихоліття війни»
. Ці серії відмічені найскладнішою образністю, багатим філософським підтекстом і справжнім новаторським баченням. Творчість Ф. Гойя мала величезне значення як для формування європейського романтизму, так і для становлення реалізму, з якими і пов'язані головні здобутки європейського живопису XIX ст
```

Найзначнішим явищем романтизму виявився живопис Ежена Делакруа. У 1824 р. він виставляє в Салоні (щорічні виставки, які влаштовуються академією мистецтва у Квадратному салоні Лувра, звідки і походить назва як самих виставок, так і офіційно визнаного напряму в мистецтві — салонне мистецтво) свою картину «Різня на Хіосі», сюжетом якої послужив справжній епізод визвольної війни грецького народу проти турецьких поневолювачів, які вбили в 1821 р. на цьому острові понад 40 тисяч греків. Чітка громадянська позиція Делакруа, незвичайна свіжість живопису і життєвість образів викликали поляризацію думок серед глядачів і знавців — бурхливе захоплення з одного боку («Він — полум'яний геній!») і хвилю обурення з іншого («Це різня живопису»).
Найвідоміша картина Делакруа «Свобода на барикадах» (Свобода, що веде народ) також написана по слідах реальної події і викликала такі ж суперечки. Конкретному епізоду вуличних боїв революції 1830 р. художник надав символічного і тому позачасового звучання. Свободу на картині втілює француженка з трикольоровим революційним прапором. Вона поривчасто обернулася до тих, кого кличе за собою на бій, і вся фігура її — героїчний порив. Слідом за нею грізною хвилею рухаються повстанці — символи основних сил революції. Колір, барвисті плями, їх гармонійна єдність стають основою живопису, кольором же створюється і певний настрій. Живописна система Е. Делакруа стала новим кроком у розвитку образотворчого мистецтва.

## Імпресіонізм

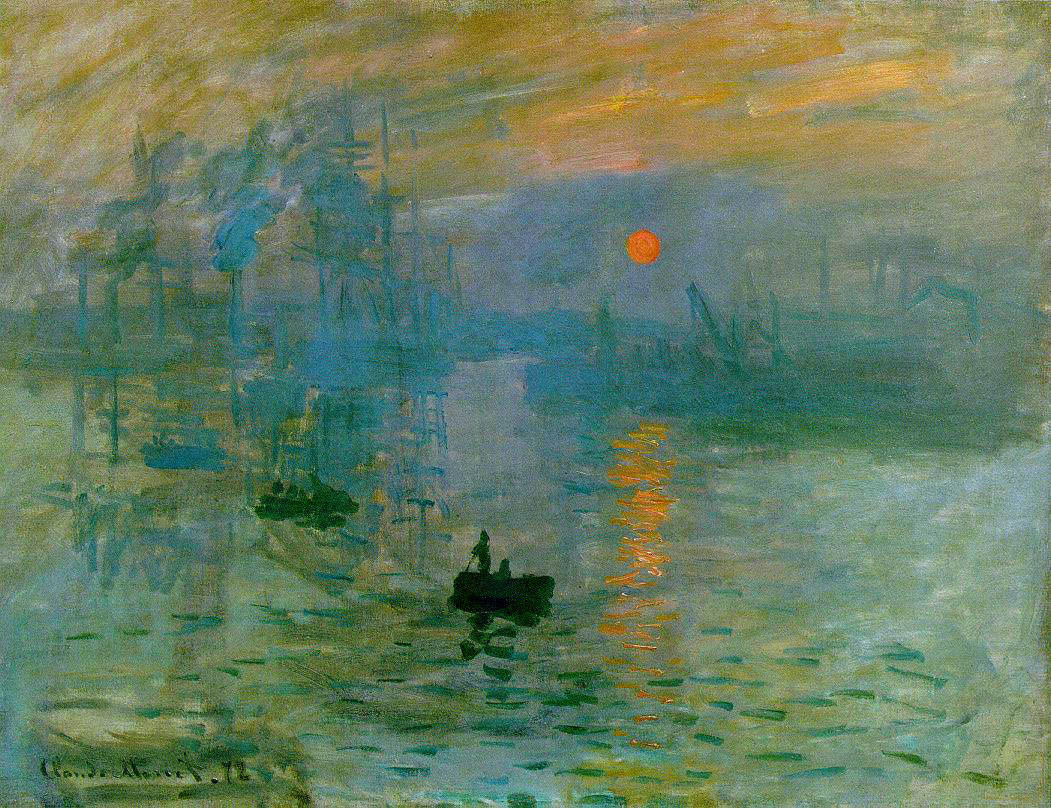
Клод Моне: «Враження, схід сонця (Impression, soleil levant)» (1872)
Ця картина надала назву стилю

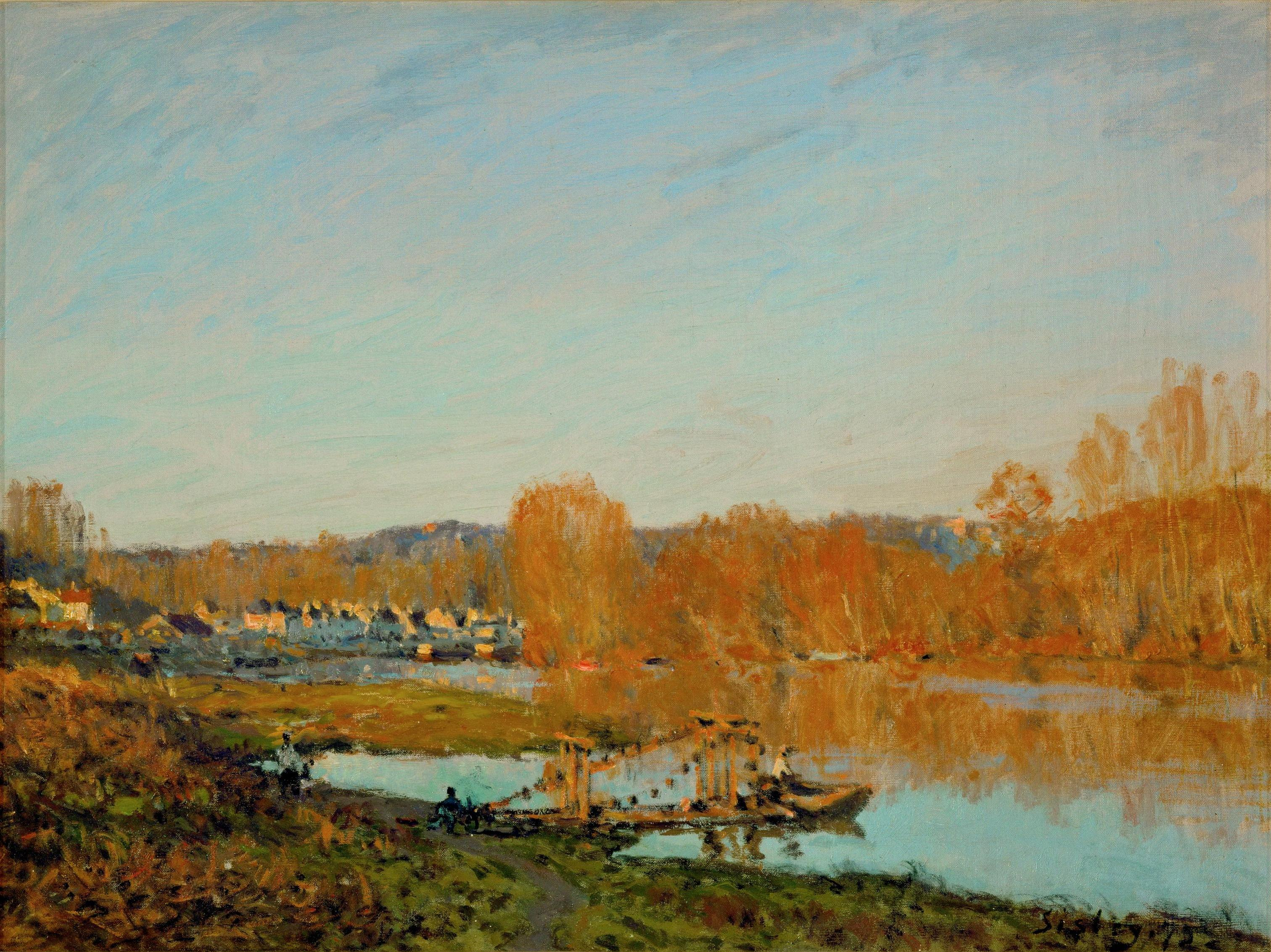
Худ. Альфред Сіслей. Річка Сена біля Буживаля

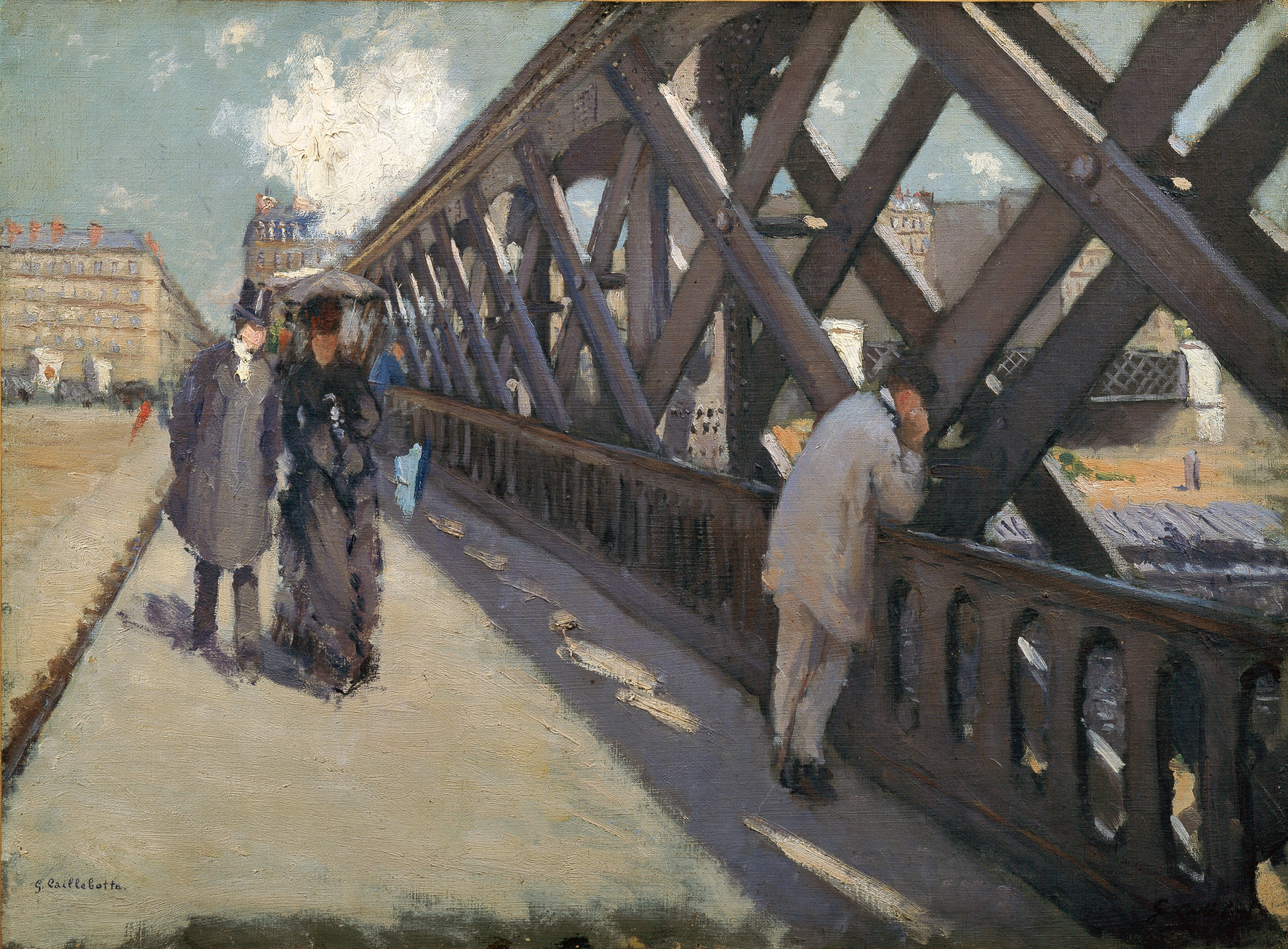
Худ. Гюстав Кайботт. На мосту Європи.

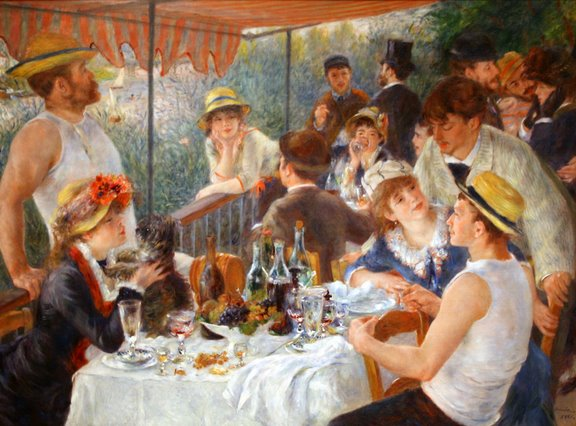
Ренуар. Сніданок в заміському кафе

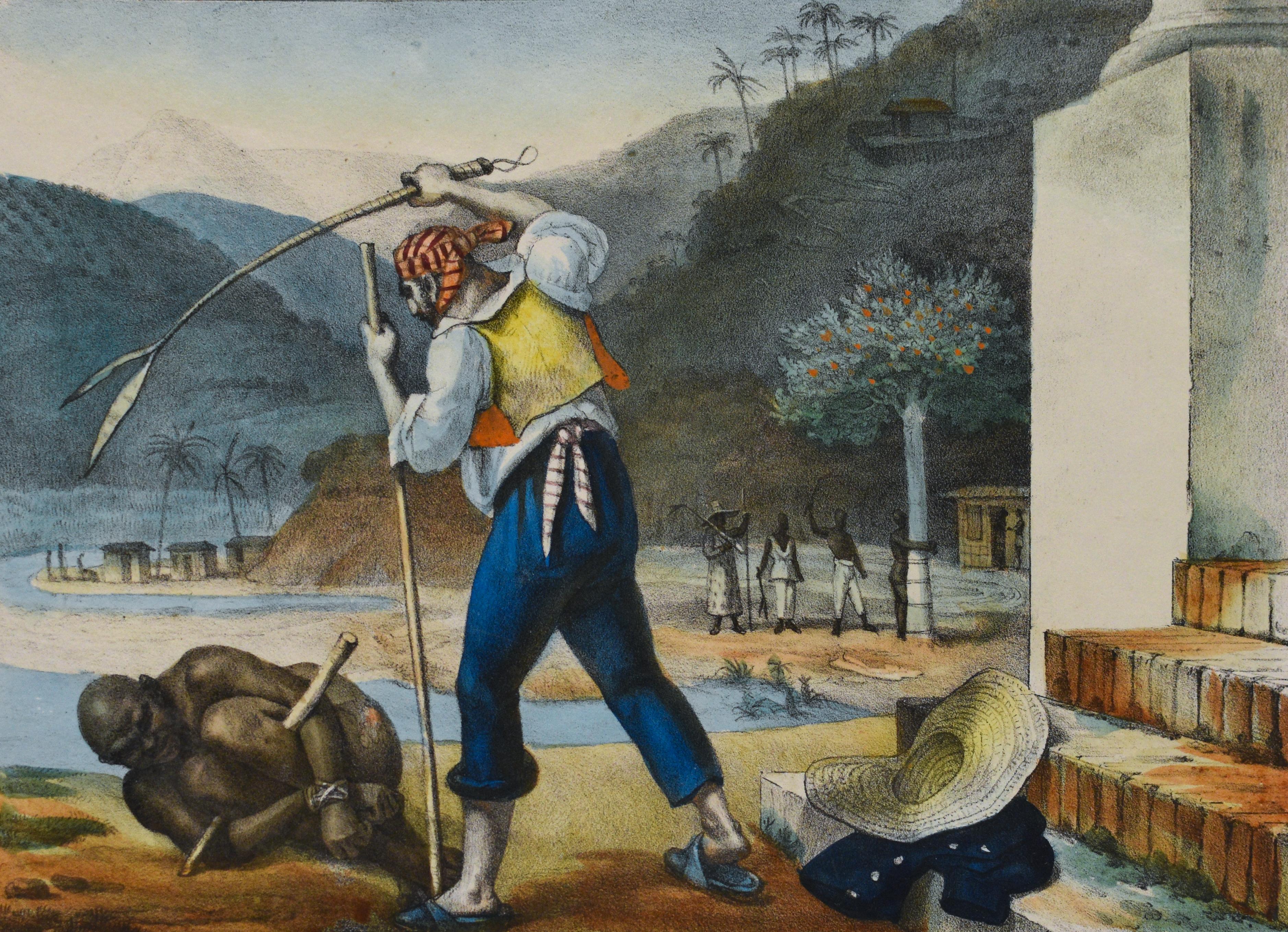
Малюнок Жан-Батіст Дебре. Покарання раба-африканця в Бразилії

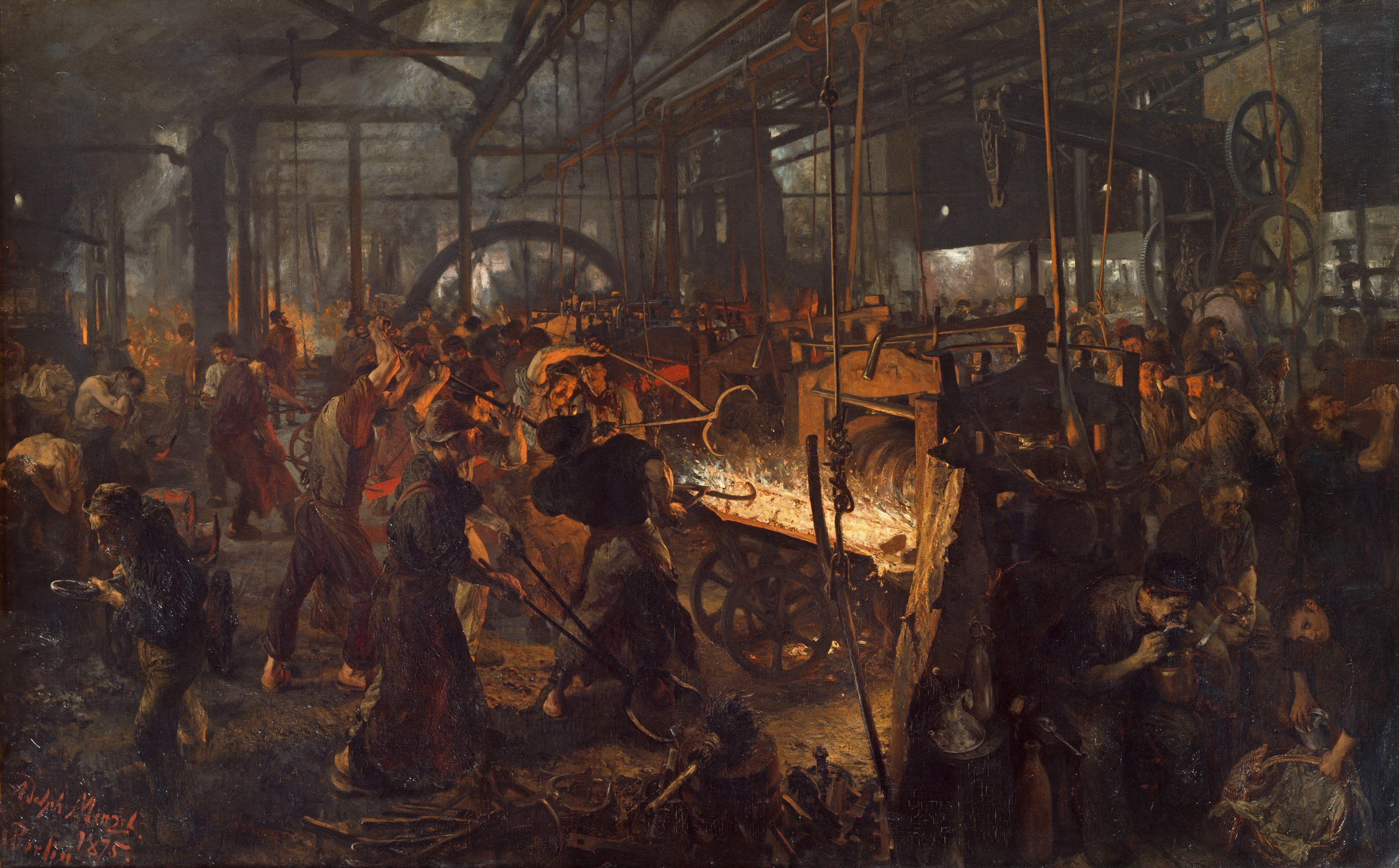
Адольф Менцель, «Залізопрокатний завод», 1872-75 роки.

В останній третині сторіччя на грані реалізму і декадансу з'являється новий напрям — імпресіонізм (від французького «імпресьон» — враження). Імпресіонізм зайняв в історії мистецтва місце, яке дорівнює цілим живописним епохам, хоча сам рух охопив лише 12 років і 8 виставок.
Точкою відліку послужила творчість Едуара Мане. Його картини «Сніданок на траві» й «Олімпія» стали подією і вплинули на становлення майбутніх імпресіоністів, але сам художник офіційно до руху не прилучився. За рік до смерті в 1882 р. він написав одну з найбільш довершених своїх картин — «Бар Фолі-Бержер».
Як ансамбль художників, які захищають спільні цілі в мистецтві, імпресіонізм заявив про себе у 1874 р., коли група молодих живописців влаштувала виставку своїх картин в одному з паризьких фотоательє. До цієї групи належали: Клод Моне, Оґюст Ренуар, Каміль Піссарро, Альфред Сіслей, Едґар Деґа, Берта Морізо. Назва представленого на виставці пейзажу Клода Моне «Враження. Схід сонця» і дало назву творчості цих художників.
Імпресіоністи запропонували нове для мистецтва 19 ст. бачення світу і нові принципи малярства. Вони сприймали навколишню дійсність як нескінченну зміну вражень. Картина стає немовби окремим кадром, фрагментом рухомого світу (в цьому відчувається вплив нового тоді технічного досягнення — фотографії). З'явилася свіжість і безпосередність в зображенні повсякденного життя сучасного міста, його пейзажів, вигляду, побуту і розваг його мешканців. Найважливішою настановою імпресіоністів стала робота на відкритому повітрі — на пленері, завдяки чому у своїх картинах і пейзажах їм вдалося створити відчуття виблискуючого сонячного світла, мінливості людських настоїв, багатства фарб природи, передати рух повітря.
Імпресіоністи ввели і нову живописну техніку, відмовилися від змішаних кольорів, почали писати чистими яскравими фарбами, густо наносячи їх окремими мазками (при сприйнятті, оптично змішуючись, для глядача вони давали потрібний тон).

## Недоліки імпресіонізму
Французький імпресіонізм не підіймав філософських проблем і навіть не намагався проникати під кольорову поверхню буденності. Натомість імпресіонізм зосереджується на поверхневості, плинності миті, настрою, освітленні чи кута зору.
Як і мистецтво ренесансу (Відродження), імпресіонізм будується на особливостях і навичках сприйняття перспективи.
Разом з тим ренесансне бачення підривається доведеною суб'єктивністю і відносністю людського сприйняття, що робить колір і форму автономними складовими образу. Для імпресіонізму не так важливо, що зображено на малюнку, але важливо як зображено.
Їх картини представляли лише позитивні сторони життя, не порушували суспільних проблем, оминали й такі проблеми як голод, бідність, хвороби, смерть, несправедливий суспільний устрій. Невирішені суспільні проблеми нагадували про себе національно-визвольними війнами у Іспанії, Італії, Російській Імперії, Туреччині, низкою революцій у Франції, що котилися країною майже 100 років.
В бурхливу картину подій 19 століття свій внесок зробили дикий капіталізм, хижацьке використання природних ресурсів Європи і колоніальних країн, болюча проблема рабства і скасування кріпацтва, технічний прогрес і потворна урбанізація. Міфічних персонажів Стародавньої Греції починають тіснити правдиво зображені селяни з «ведмежих кутів» Франції, Нормандії, Північної Італії, пригноблені і обкрадені працівники заводів Британії, Німеччини, Російської імперії. Низка майстрів 19 століття практично оминає досягнення французького імпресіонізму і шукає художньої виразності поза стилістикою імпресіонізму (Арнольд Беклін, Михайло Врубель, Джованні Сегантіні, Адольф Менцель, Кете Кольвіц тощо).
В картинах майстрів 19 ст. знедолені і раби остаточно втратили декоративність, вони страждають неприховано, не ховаючи розгубленості, болю і туги. Нічого декоративного, поетичного в побуті голландських ткачів, європейських і американських рибалок, бідних городян Японії чи мешканців американських провінцій.
Особливе місце в мистецтві 19 ст. посіли твори француза Франсуа Мілле, італійця Джованні Сегантіні, голландця Вінсента ван Гога, Вінслоу Хомера, (зі США). Картини цих майстрів стають символом виснажливого існування представників народу, важкого сільського життя взагалі.

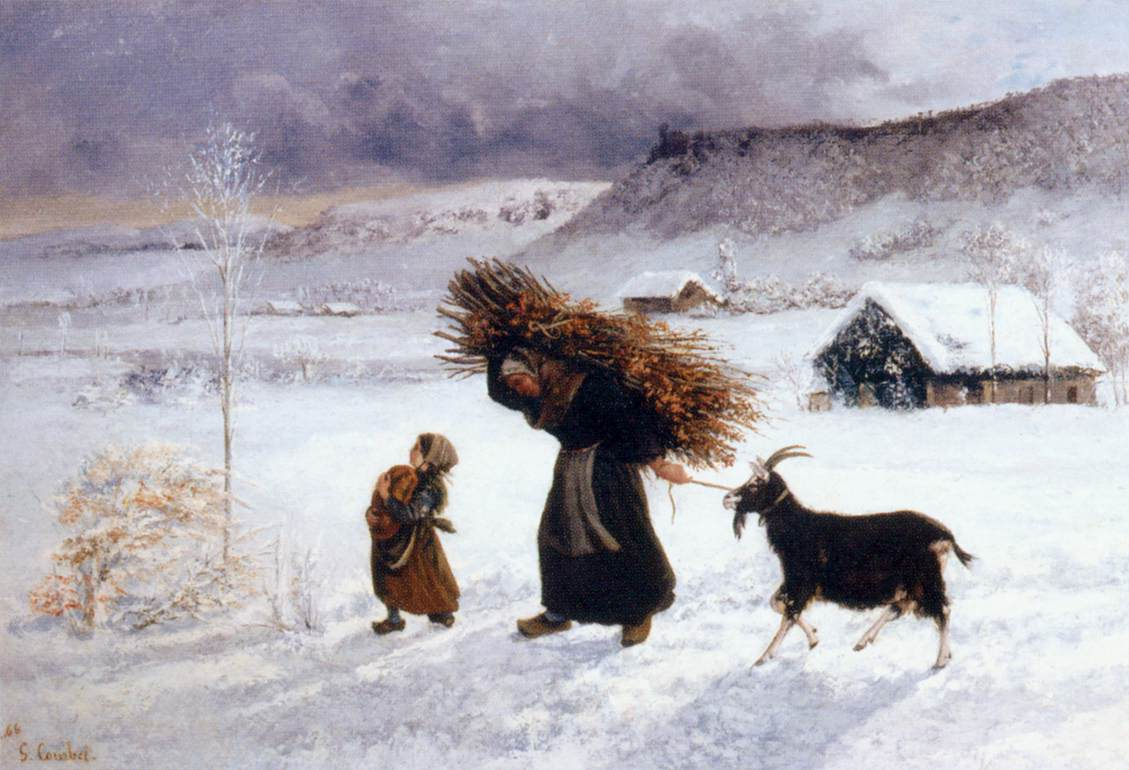
Гюстав Курбе, «Бідна селянка взимку»
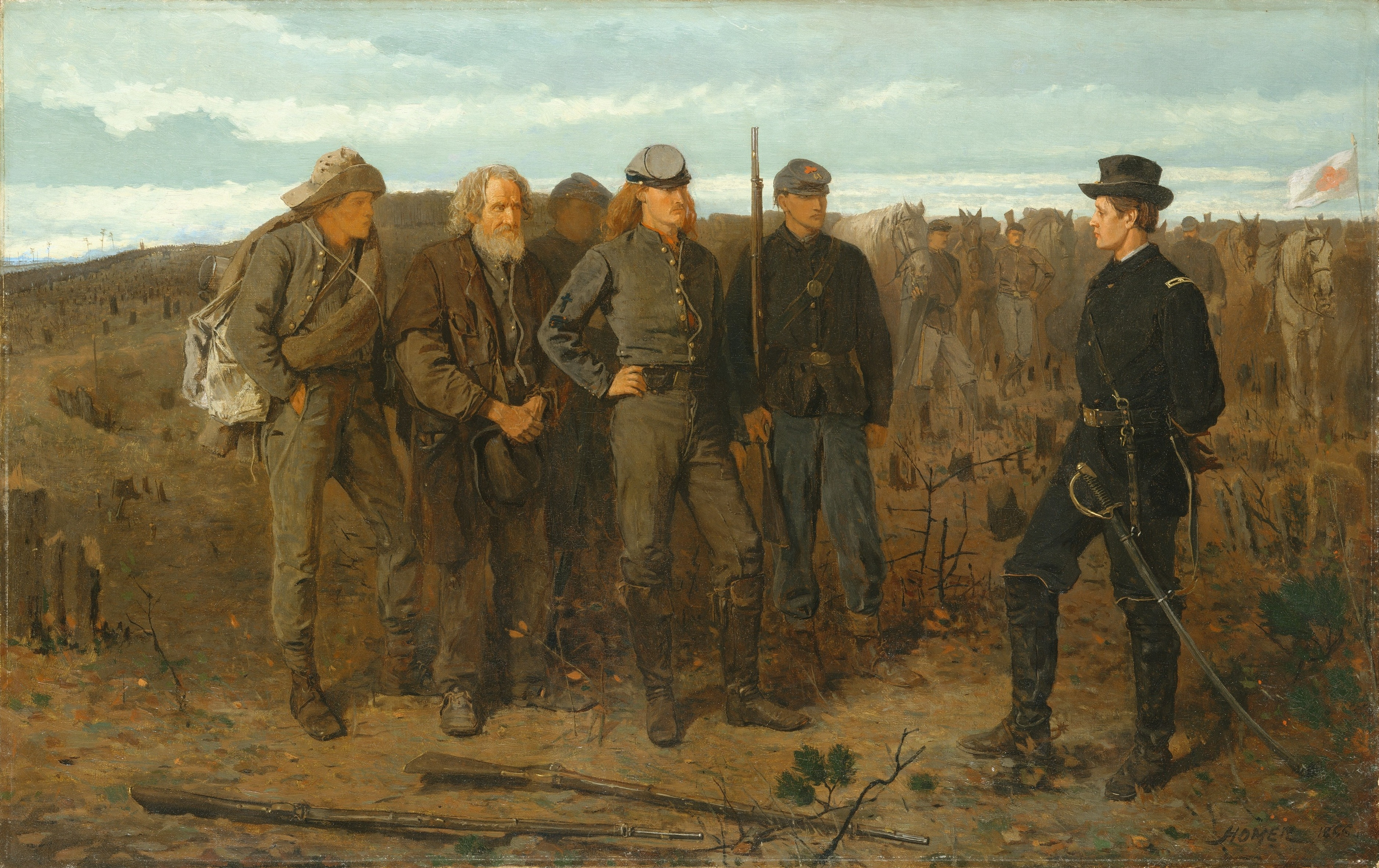
Вінслов Гомер, Полонені на фронті
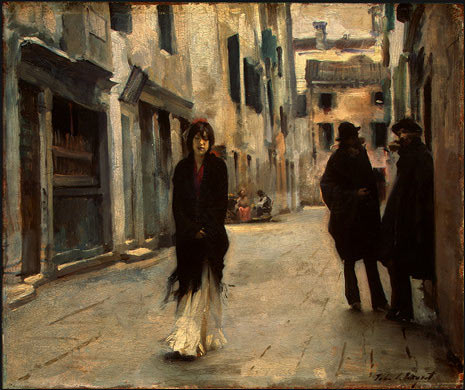
Джон Сарджент, Вулиця в Венеції, 1882 р.
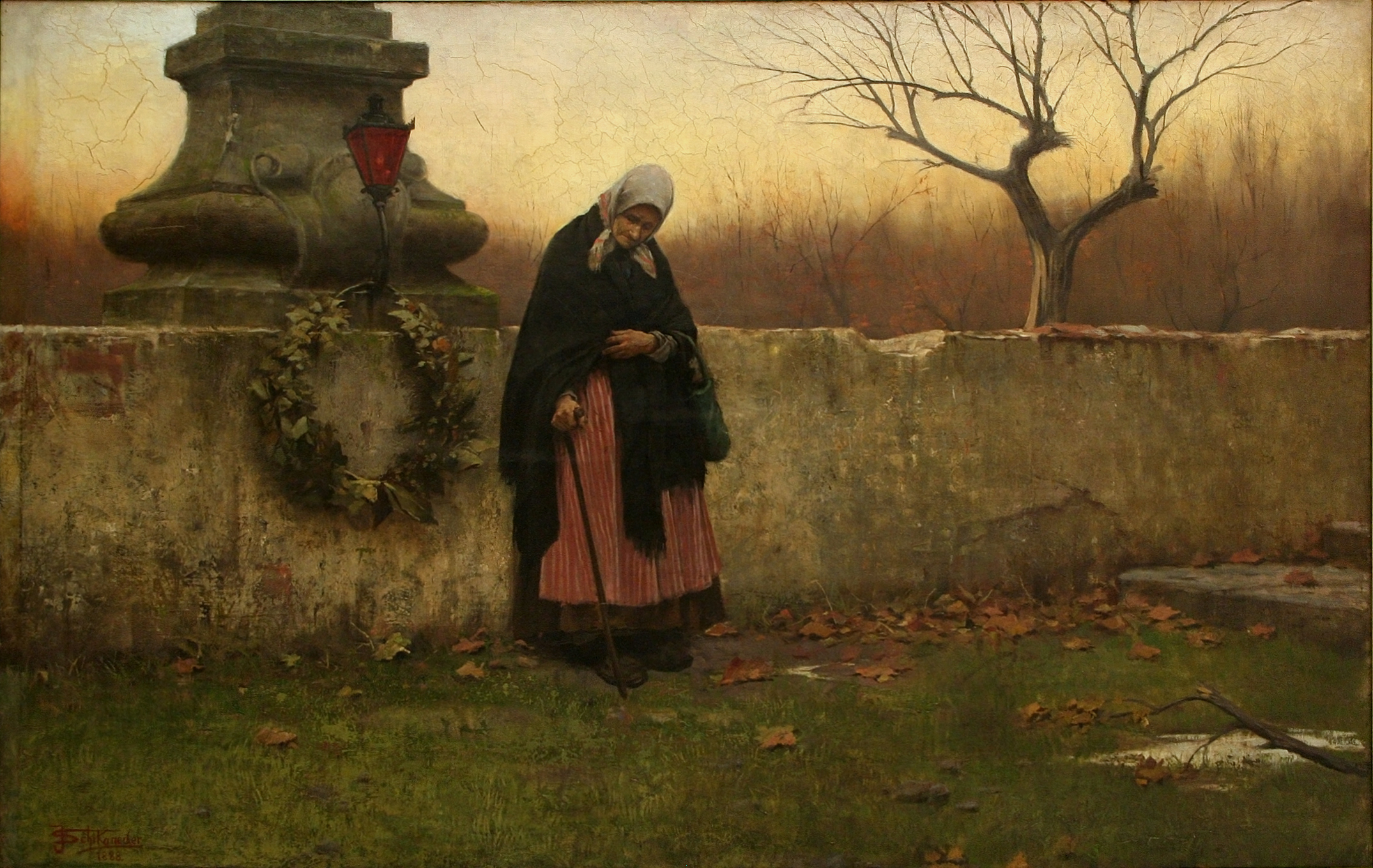
Якуб Шиканедер, «День Всіх святих», 1888 р.
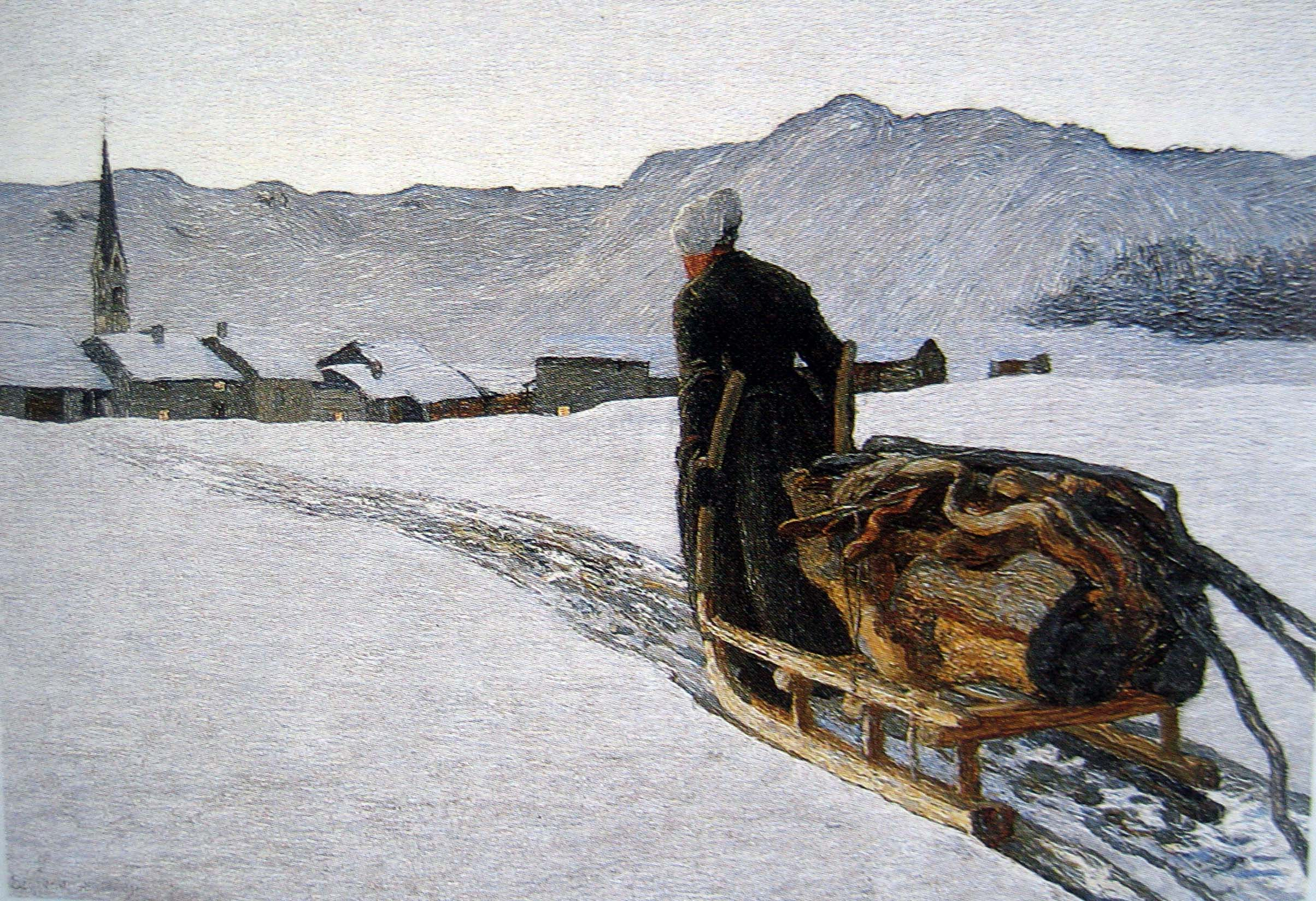
Джованні Сегантіні, «Селянка тягне дрова взимку»
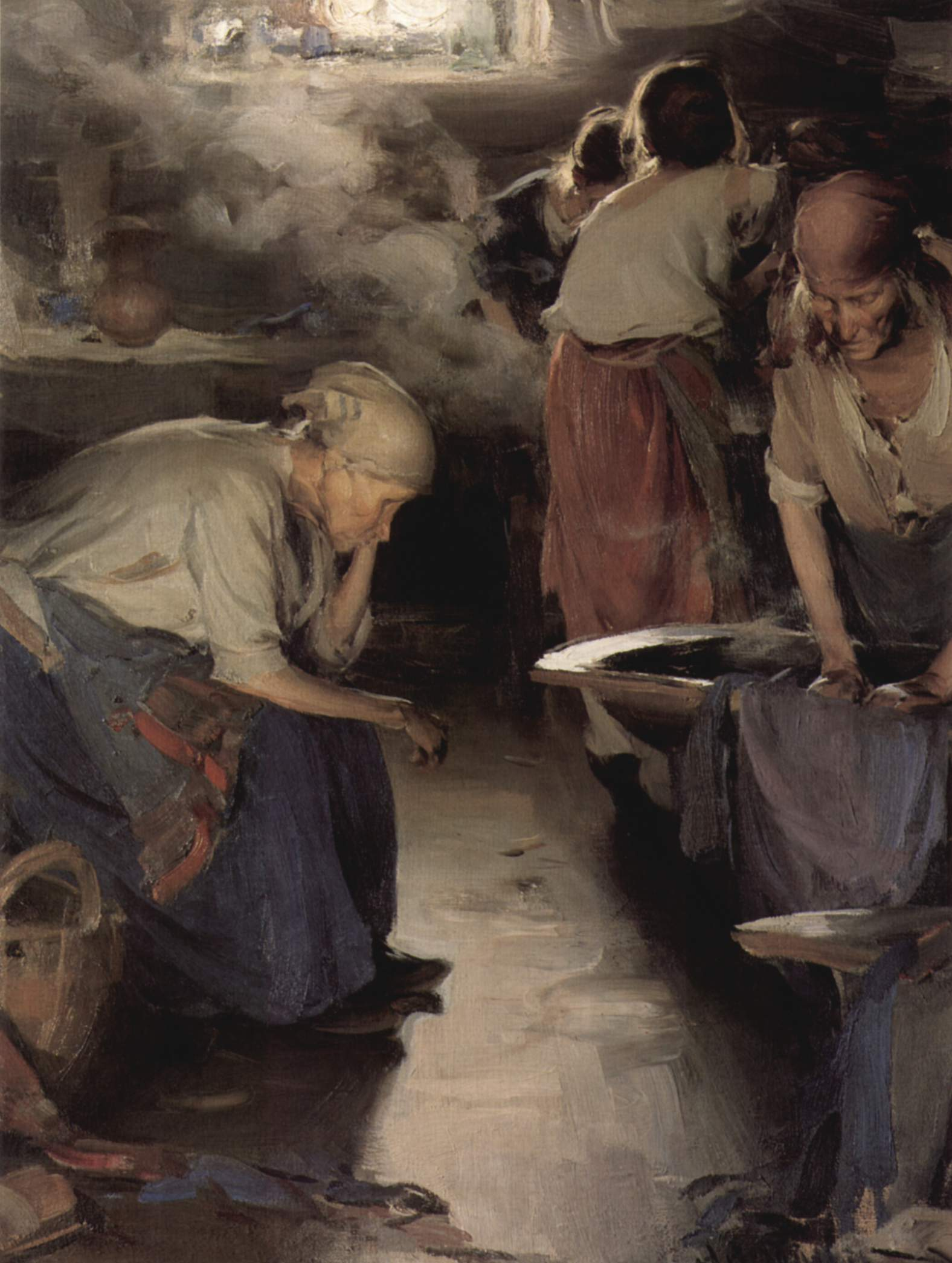
Архіпов А. Ю. «Пралі»

## Імпресіонізм в скульптурі

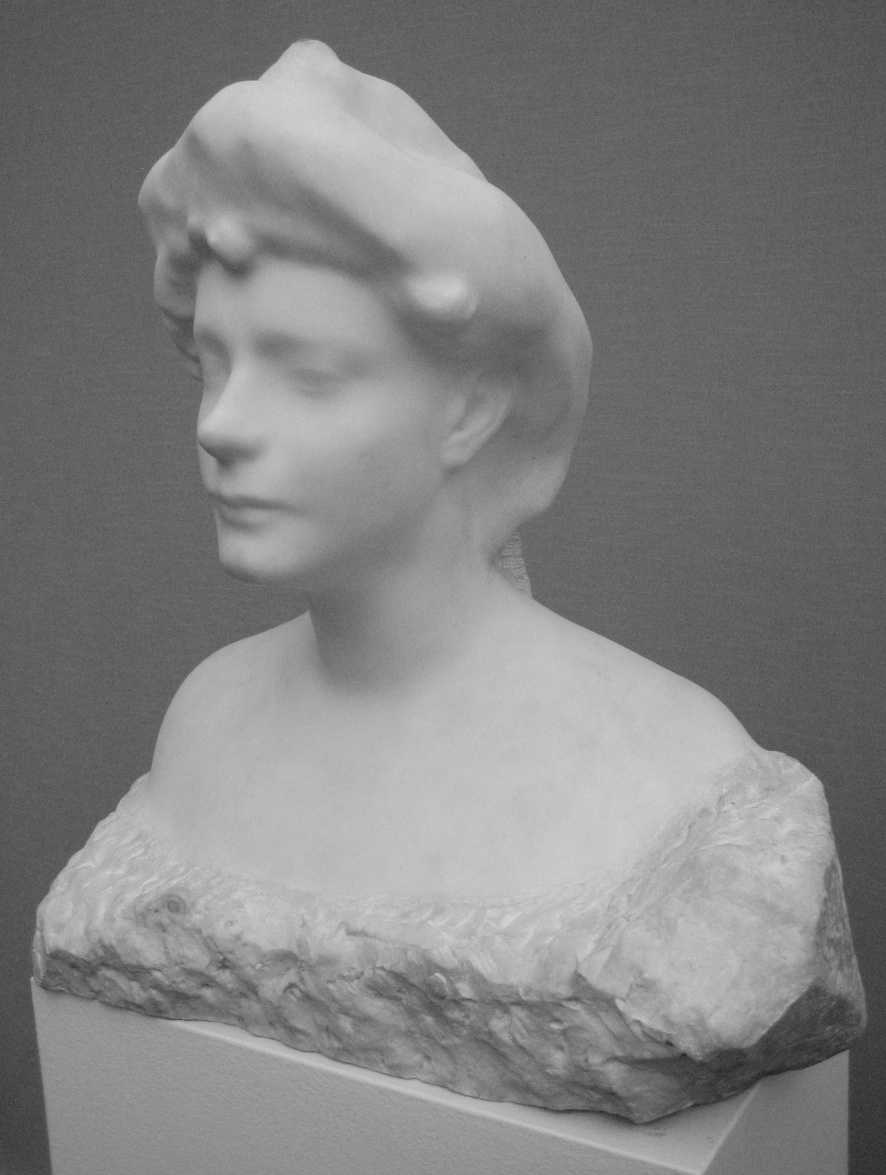
Роден. Хелен фон Ностіц, погруддя, мармур. Мюнхен.

Деякі принципи імпресіонізму — передача миттєвого руху, плинність форми — у різному ступені позначилися в скульптурі 1880-1910-х рр. (у Едґара Деґа й Огюста Родена у Франції, Медардо Россо в Італії, Павла Трубецького й Анни Голубкіної у Росії); у той же час підвищена мальовничість імпресіоністичної скульптури вступала часом у протиріччя з відчутністю й тілесністю, властивій самій природі скульптурного образу.

## Постімпресіонізм
Живописне завоювання імпресіоністів стало основою творчості і було підняте на нову висоту постімпресіоністами — так умовно називають художників, розквіт творчості яких настав після і на основі досягнень імпресіонізму. Це були Поль Сезанн, Вінсент Ван Гог, Поль Гоген. Вони вже не були однодумцями, але кожен з них шукав художні засоби і можливості для створення нового мистецтва, для пізнання не зовнішньої, а істинної суті речей. Своїм мистецтвом і життям вони заперечували буржуазний спосіб життя (відмовився від свого середовища син банкіра Сезанн, удачливий комерсант Гоген залишив кар'єру і сім'ю заради живопису і виїхав на Таїті, кинув проповідницьку діяльність Ван Гог). Не знайшовши гармонії в сучасному суспільстві, художники звернулися до природи, але прагнули відобразити вже не мить, а вічність. Творчість Сезанна, Ван Гога і Гогена справила великий вплив на весь подальший розвиток художньої культури.